# سيريل روبنسون (لاعب كريكت)
سيريل روبنسون (18 يوليو 1873 بديربان في جنوب أفريقيا - 25 أغسطس 1948 في جنوب أفريقيا) (بالإنجليزية: Cyril Robinson)‏ هو لاعب كريكت جنوب أفريقي. لعب مع Buckinghamshire County Cricket Club ‏ وفريق كوازولو ناتال للكريكت ‏ ونادي جامعة كامبريدج للكريكيت ‏.

## وصلات خارجية
- سيريل روبنسون على موقع إي آس بي آن كريك إنفو (الإنجليزية)